# Sarbel et Barbée
Sarbel et Barbée (+101) sont un frère et une sœur réputés martyr au début du IIe siècle à Édesse en Mésopotamie. Anciennement fêtés comme martyr dans l’Église, aujourd'hui, le récit de leur martyr est considéré comme probablement légendaire. La date de leur fête est le 29 janvier.

## Biographie
Selon le récit, probablement légendaire, du martyr de Sarbel et Barbée, il s'agirait de frère et sœur vivant à Édesse, ville aujourd'hui située en Turquie au tout début du IIe siècle. Sarbel aurait été le grand prêtre d'un culte païen, et alors qu'il allait sacrifier aux dieux, l'évêque de la ville, Barsimée, l'aurait supplié de se convertir au christianisme. Barsimée aurait argumenté que compte tenu de sa position sociale et religieuse, il entrainerait beaucoup de personnes vers la vrai foi. Sarbel aurait répondu « qu'il n'avait aucun intérêt à suivre un homme qui avait échoué en mourant sur une croix ». Ce à quoi l'évêque lui répond en lui promettant le pardon de ses péchés. Sarbel demande a réfléchir et revient trouver l'évêque le lendemain pour lui demander le baptême, en même temps que sa sœur Barbée. Mais les autorités locale, craignant que son exemple n'amène d'autre conversions en masse, font arrêté Sarbel et le présentent devant un tribunal. Sarbel se serait présenté comme chrétien. Il est jeté en prison, soumis à la torture et finalement condamnée à être scié en deux. Après son exécution, sa sœur aurait jeté son manteau sur le corps de son frère pour qu'il s'imbibe de son sang et se serait écrié devant la foule : « Que mon âme soit unie à la tienne auprès du christ, que je connais et en qui je crois ! ». Elle aurait été très vite dénoncée aux autorités judiciaires, jugée, condamnée et exécutée,,.
Il n'y a pas de trace de culte local de ces martyrs dans les premiers siècles. Le premier texte relatif à ces personnes date du VIe siècle et le récit de leur martyr du Xe siècle.